# Stadtplatz 8 (Geisenfeld)

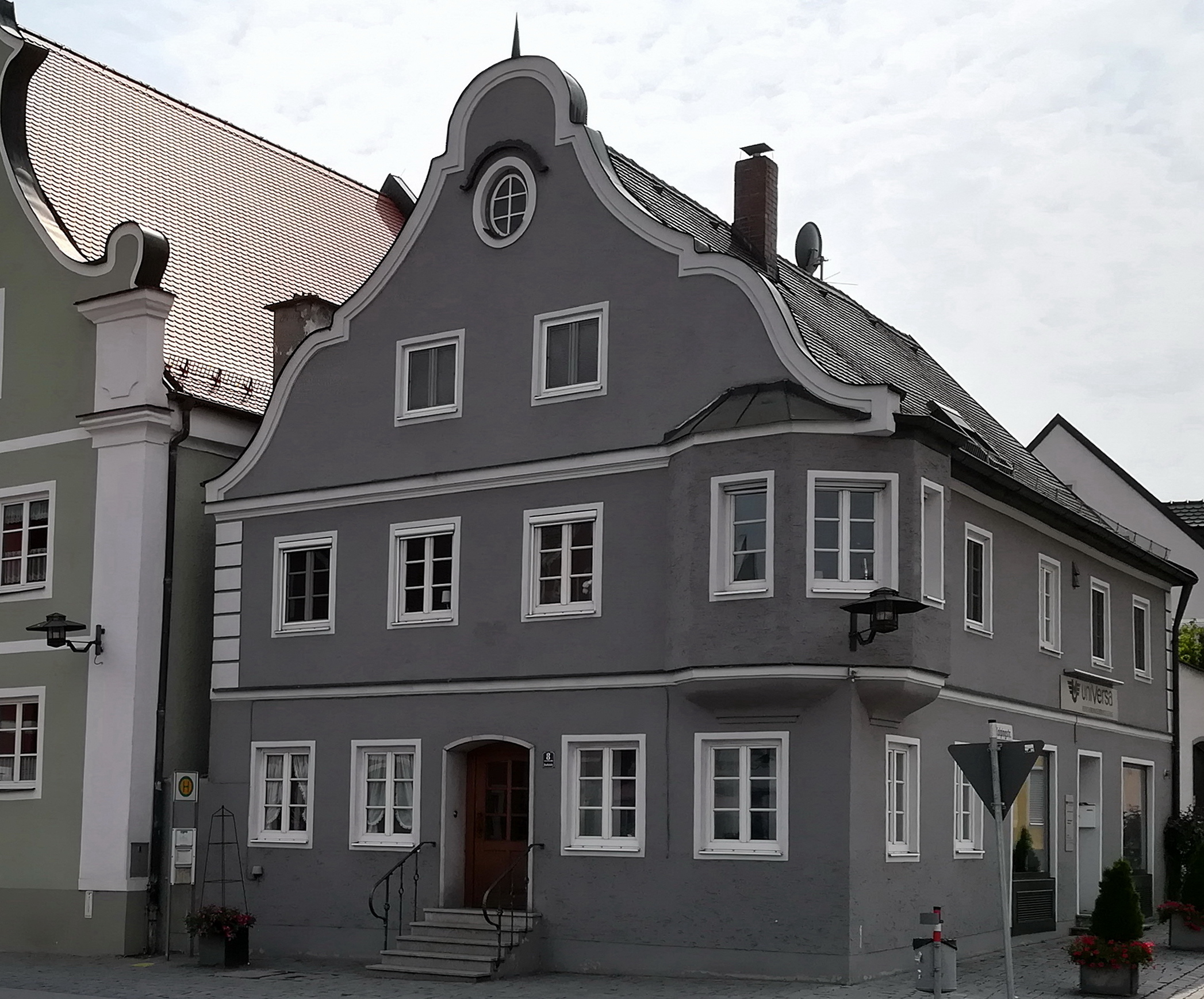
Wohnhaus Stadtplatz 8 in Geisenfeld

Das Gebäude Stadtplatz 8 in Geisenfeld, einer Stadt im oberbayerischen Landkreis Pfaffenhofen an der Ilm, wurde Anfang des 18. Jahrhunderts errichtet. Das barocke Wohnhaus ist ein geschütztes Baudenkmal.
Der zweigeschossige, giebelständige Satteldachbau mit geschweiftem Giebel besitzt einen polygonalen Eckerker, der 1914 angefügt wurde.